# Castelloza

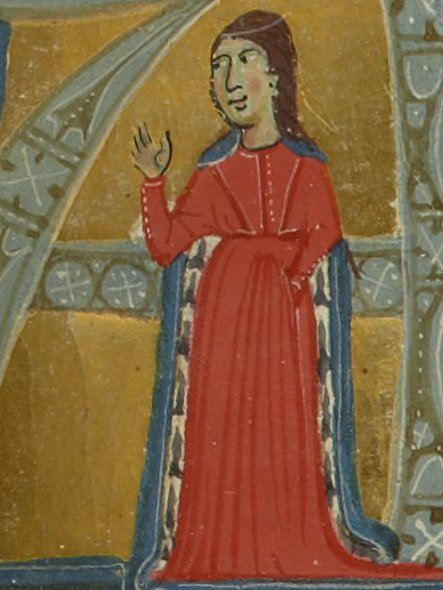
Castelloza w XIII-wiecznym chansonnier

Castelloza – trobairitz (kobieta-trubadur) działająca we wczesnym XIII wieku. Pochodziła z Auvergne i była żoną Turc de Mairony. Zachowały się trzy (autorstwo czwartego jest niepewne) jej utwory, w formie canso, jednak tylko z tekstem – bez muzyki.

## Utwory
- Ja de chantar non degra aver talan
- Amics, s'ie.us trobes avinen
- Mout avetz faich lonc estatge
- Per joi que d'amor m'avegna (niepewne)